# Jonas Jørgensen
Johannes "Jonas" Jørgensen (døbt 4. oktober 1702 i Viby Kirke på Fyn – 7. januar 1763 på Svanholm) var en dansk generalauditør og godsejer.
Jørgensen var søn af degn Jørgen Pedersen Montanus (1666-1719). Han blev 1757 forpagter af Rosenlund, Vesterbygård, Turebyholm og Vemmetofte. Fra 1748 var han selv ejer af Svanholm og Overberg (Orebjerg). Han var tillige titulær generalauditør. Han blev gift ca. 1724 med Marie Falck (født ca. 1684 i København - 12. juni 1752 sammesteds). Sønnen Niels Jørgensen blev adlet med navnet Svanenskiold.